# Кјабото (Алесандрија)
Кјабото је насеље у Италији у округу Алесандрија, региону Пијемонт.
Према процени из 2011. у насељу је живело 392 становника. Насеље се налази на надморској висини од 148 м.